# Bastian Menz
Bastian Menz (* 1996 in Berlin) ist ein deutscher Jazzmusiker (Schlagzeug, Komposition).

## Leben und Wirken
Menz entdeckte bereits früh die Musik. Mit 15 Jahren gewann er mit seiner ersten Band den Titel „Berlins beste Newcomerband“. Von 2016 bis 2021 absolvierte er an der Hochschule für Musik und Theater Hamburg sein Bachelorstudium. Weiterhin nahm er privaten Kompositionsunterricht bei Heiner Schmitz.
Menz ist vor allem in der Hamburger Jazzszene aktiv. Er gründete sein eigenes Quintett, für das er auch komponiert; 2023 erschien dessen Debütalbum Seasons bei Unit Records. Ferner gehört er zum Sophia Oster Quartett, dem Benny Brown Trio und den Gruppen FlipFlap, Lucid, Snice. Weiterhin spielte er mit Musikern wie Nils Landgren, Adrian Cox, Nicolai Thärichen, Wolf Kerschek, Gabriel Coburger, Buggy Braune, Paul Imm oder Lennart Axelsson.